# Lupta de la Bordei Verde-Viziru (1916)
Lupta de la Bordei Verde-Viziru a fost o acțiune militară din cadrul operațiilor de pe aliniamentul Râmnicu Sărat-Viziru, care s-a desfășurat între 12/25 decembrie – 20 decembrie 1916/2 ianuarie 1917 și au avut ca rezultat înfrângerea forțelor ruse de către trupele Puterilor Centrale.
După înfrângerea încercării de rezistență pe acest aliniament, forțele române și ruse au fost nevoite să continue mișcarea generală de retragere către sudul Moldovei.

## Contextul operativ strategic

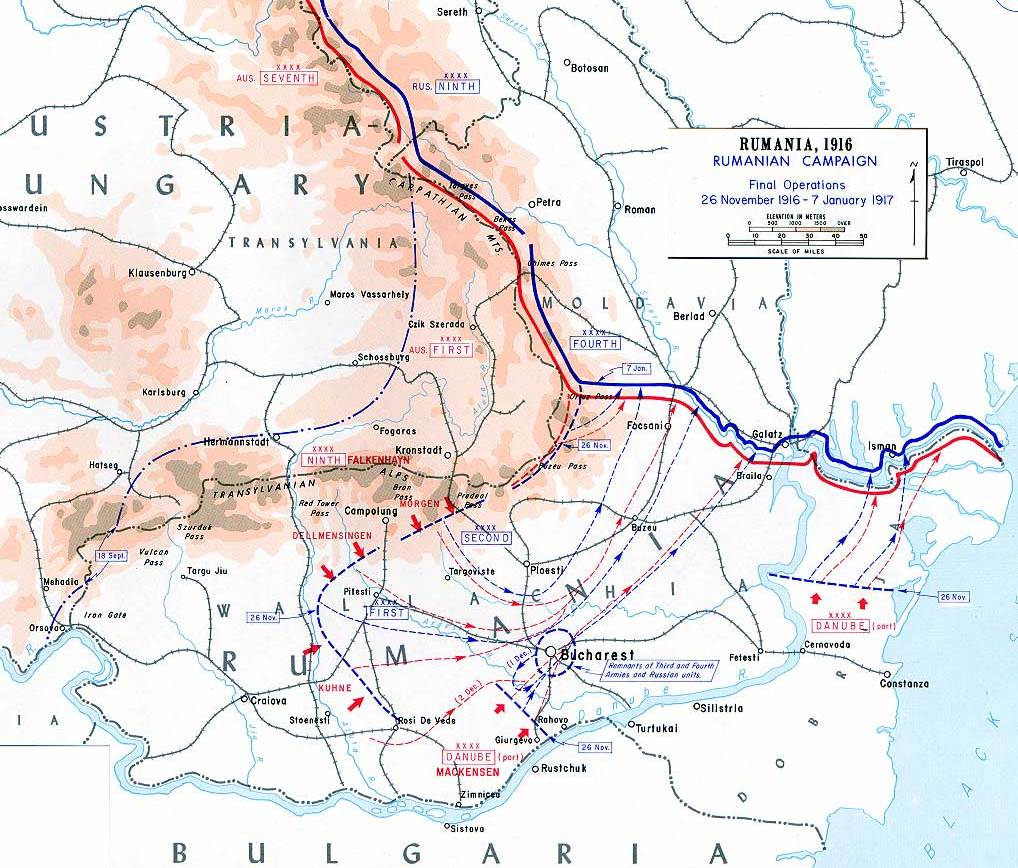
Ocuparea Munteniei, noiembrie-decembrie 1916

Lupta de la Bordei-Verde-Viziru a făcut parte din operația de apărare a teritoriului Munteniei, cea de-a patra operație de nivel strategic desfășurată de Armata României în campania anului 1916.:pp 491-494
După Bătălia pentru București, încheiată cu victoria forțelor centrale, obiectivul comandamentului român era de a întârzia înaintarea inamicului prin acțiuni ofensive, în scopul de a câștiga timp pentru a permite concentrarea trupelor rusești pe linia de rezistență Râmnicu Sărat—Viziru—Dunărea.
După încercarea de rezistență pe aliniamentul Cricov-Ialomița, forțele române au fost nevoite să continue mișcarea generală de retragere către sudul Moldovei.

## Forțe participante

### Dispozitivul forțelor române
Aripa stângă a frontului româno-rus, de la Racovițeni la Dunăre era formată de forțe ruse aparținând de Corpurile  4,8 și 4 Siberian, dispuse pe aliniamentul Racovițeni-Zoița-Bălăceanu-Filipești-Viziru.:p. 495
În zona Bordei-Verde-Viziru erau dispuse forțele Corpului 4 Siberian, comandat de generalul Leonid-Otto Ottovici Sirelius, formate din Diviziile 9 Siberiană și 124 Trăgători.

### Dispozitivul forțelor germane
Forțele Puterilor Centrale erau grupate în Armata de Dunăre, formată din Grupul Kosch și forțe bulgare, care înainta de-a lungul Dunării, pe direcția principală Slobozia - Brăila.:p. 522

## Planurile de operații

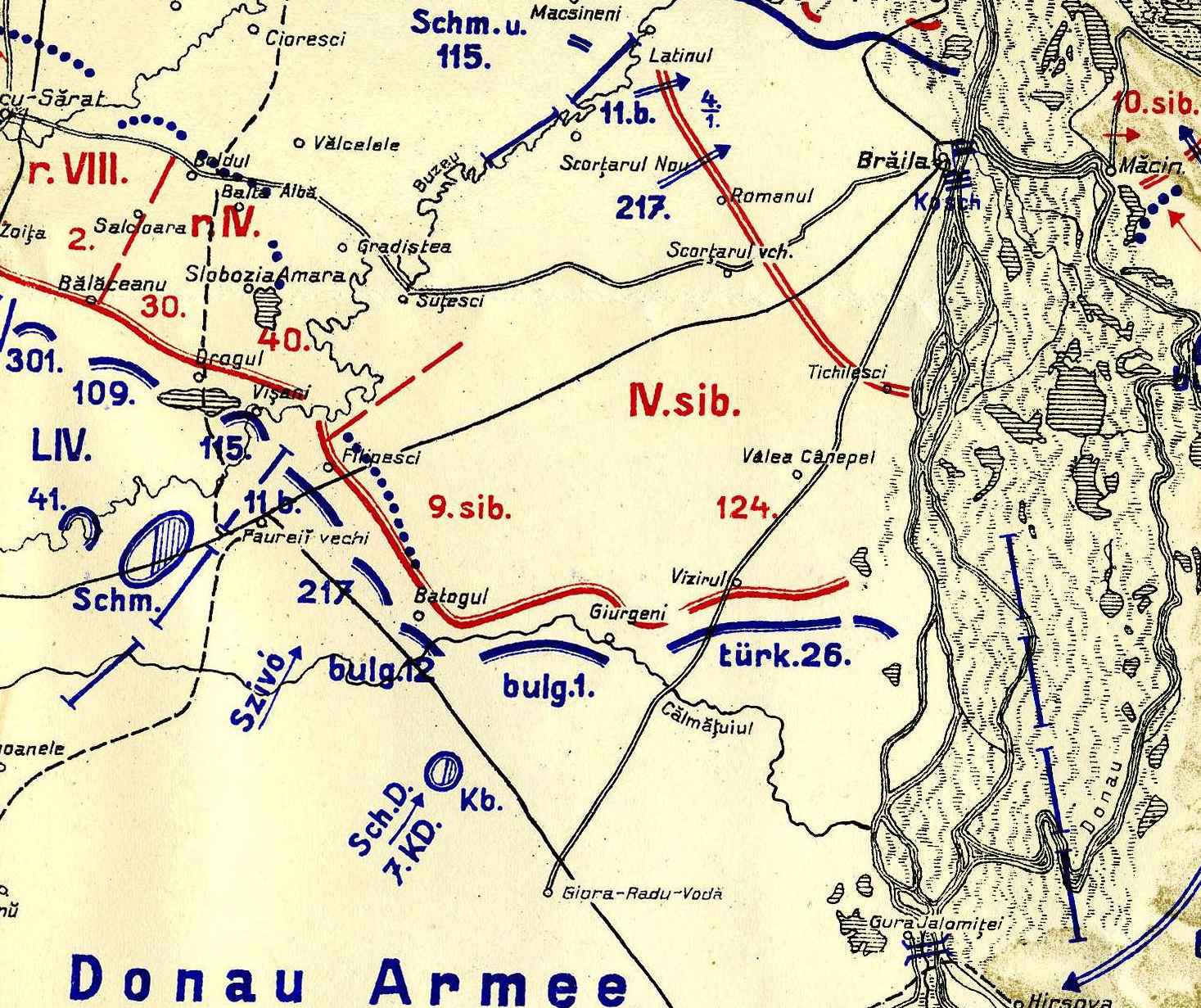
Desfăşurarea acţiunilor militare

## Comandanți
Comandanți ruși

Comandant al Corpul 4 Siberian - General Leonid-Otto Ottovici Sirelius

Comandanți ai Puterilor Centrale

Comandant al Armatei de Dunăre - General August von Mackensen

Comandant al Diviziei 26 Infanterie turcă - Colonel Mustafa Izzet Bey

Comandant al Diviziei 1 Infanterie bulgară  - General Ianko Draganov

Comandant al Diviziei 12 Infanterie bulgară  - General Gheorghi Abadjiev:pp. 183-184